# Brenha
Brenha era una freguesia portuguesa del municipio de Figueira da Foz, distrito de Coímbra.

## Historia
Fue suprimida el 28 de enero  de 2013, en aplicación de una resolución de la Asamblea de la República portuguesa promulgada el 16 de enero de 2013 al pasar a formar parte de las freguesias de Alhadas y Quiaios.